# Blänkan (Hammarland, Åland)
Blänkan är ett skär i Åland (Finland). Det ligger i Bottenhavet eller Skärgårdshavet och i kommunen Hammarland i landskapet Åland, i den sydvästra delen av landet. Ön ligger omkring 41 kilometer nordväst om Mariehamn och omkring 300 kilometer väster om Helsingfors.
Öns area är 0,8 hektar och dess största längd är 160 meter i nord-sydlig riktning.
Blänkan har Tjockornas grynnan i nordväst, Långhållet i norr, Norra Sälskär i öster och Sälskär i sydöst. I väster ligger Södra Kvarken.
Terrängen på Blänkan består av låga klipphällar med hällkar. Trakten är glest befolkad. Närmaste större samhälle är Geta 15,3 km öster om Blänkan.